# Merval Pimenta
Merval Pimenta Amorim (Ponte Alta do Tocantins, 15 de outubro de 1940) é um médico, professor e político brasileiro que foi deputado federal pelo Tocantins.

## Biografia
Filho de Elcides Pereira Amorim e Maria Delfina Rodrigues Pimenta. Formado em Medicina em 1970 pela Universidade Estadual Paulista retornou a Porto Nacional em 1973 onde passou a clinicar e foi Coordenador da Regional de Saúde no governo Iris Rezende (1983-1986) e nesse intervalo de tempo foi professor da Universidade Federal de Goiás.
Por conta da Constituição de 1988 foi criado o estado do Tocantins e em 1988 foi eleito deputado estadual pelo PMDB, partido que presidiu em Porto Nacional. Eleito deputado federal em 1990 licenciou-se para ocupar a Secretaria de Saúde no governo Moisés Avelino. Derrotado ao tentar a reeleição em 1994 e ao buscar um mandato de deputado estadual em 1998 afastou-se da política retornando apenas em 2007 quando ingressou no PRB, mas teve negada pelo judiciário a pretensão de concorrer à prefeitura de Porto Nacional.